# Esclavitud en Mallorca

Pintura de Jean-Léon Gérôme representando un mercado de esclavos del siglo XIX en Turquía o Egipto.

La esclavitud en la isla de Mallorca se remonta a tiempos inmemoriales, y al igual que en la península ibérica con su historia esclavista consistió en una práctica habitual durante la Edad Media. No obstante, cabe destacar que los primeros escritos en los que se tiene constancia de la presencia de esclavos en una gran civilización es en Mesopotamia, durante la época sumeria.
Dicho esto, los primeros registros sobre actividad esclavista en Mallorca se remontan a la cultura talayótica, época en la que se estima que junto a Ibiza consistió en una importante zona desde donde los piratas púnicos o romanos proporcionaban esclavos a los traficantes. Sin embargo, durante la época musulmana, cuando la isla era llamada Mayurqa, no era un centro importante del tráfico de esclavos.
La Antigüedad fue un periodo esclavista por excelencia, haciendo hincapié en la sociedad romana, que a lo largo de toda la historia de su dominio sobre el Mediterráneo, incluyendo la conquista de las Islas Baleares, fue esencialmente esclavista, y tanto su economía como su estructura social se basaba en un sistema de clases, donde el esclavo constituía el escalón más bajo de la sociedad. Esto se potenció enormemente debido a los cambios sufridos en la economía romana durante la época de expansión, en especial en el sector agrario, en el que se multiplicaron las grandes propiedades, especialmente en las nuevas provincias y colonias de la República primero y del Imperio después.
Tras la conquista de la isla por el rey Jaime I, algunos judíos norteafricanos se instalaron en ella gracias a que el rey protegía a este colectivo y les concedía ciertos privilegios jurídicos, quienes establecieron vínculos comerciales con los parientes que habían dejado en África, ya que en virtud de su competencia financiera y económica facilitaban las operaciones de compra y venta,  actuando como embajadores. Los musulmanes que quedaron en Mallorca luego de su conquista, tanto libres como cautivos, jamás contaron con estatutos jurídicos que garantizasen la posesión de sus bienes, su religión y costumbres, de modo que se les reconociese como una comunidad autónoma distinta de la de los cristianos.
A mediados del siglo XVI, ya dentro del contexto de los corsarios berberiscos y sus múltiples razias, existen cantidad de ejemplos que recogen la importancia de las redes comerciales del Mediterráneo, así como el entramado entre familiares y personas unidas por lazos afectivos que se dedicaban a comerciar con todo tipo de bienes en Mallorca, incluyendo el rescate de cautivos, hecho que les proporcionaba grandes fortunas. En las principales familias aristocráticas de mediados de este mismo siglo, que eran las que más esclavos poseían, lo normal era tener entre diez y quince personas esclavizadas.

## Siglo I antes de Cristo
Durante el siglo I a. C., luego de la conquista de la isla por el general romano Quinto Cecilio Metelo fue necesaria una importante mano de obra esclava para llevar a cabo la romanización del archipiélago balear, proceso que en Mallorca ocurrió con mayor celeridad que en las islas vecinas dada la intensidad de migración y la influencia ejercida por las nuevas ciudades romanas, Palma y Pollentia. El municipio de Calviá cuenta con un yacimiento de la que se estima la primera villa romana de Mallorca, denominado Sa Mesquida, donde se localizan restos de una casa rural con estancias para esclavos, separadas de las del personal que se encargaba de la gestión y explotación de la finca.

## SiglosXIIIyXIV

La nueva sociedad feudal se nos muestra en esta miniatura, en una letra capitular, de un manuscrito medieval mostrando un siervo con un instrumento de trabajo observando a dos señores, un noble y el otro eclesiástico, que discuten.

Habiendo sido conquistada Mallorca por el rey Jaime I ya en 1232, los señores feudales catalanes y aragoneses que se apropiaron del territorio comenzaron a esclavizar a los mallorquines musulmanes que habían hecho prisioneros durante la invasión. El motivo de esto es que se temía que si quedaban muchos moros en la isla, podrían rebelarse y recibir refuerzos desde África. 
Inicialmente se trataba de un tipo de esclavitud basada en la expansión territorial típica del Feudalismo, en lugar de la captura y comercio de esclavos habituales siglos después. Esta forma de esclavitud primaria, basada en las necesidades de explotación económica de los conquistadores, fue la que propició las fórmulas venideras, cuando -ya extinguida la mano de obra esclava autóctona más la experiencia adquirida y perfección de los hábitos y métodos por parte de los descendientes- se generó una demanda de cautivos que afectó a las sociedades futuras de la isla. Esta serie de hechos propiciaron una serie de capturas humanas tanto en campañas bélicas a otras islas del Mediterráneo, como Cerdeña y Córcega, donde se nutrían de corsos, así como en operaciones de comercio llevadas a cabo por mercaderes catalanes dentro de las rutas mediterráneas. Uno de los principales puntos de exportación de esclavos desde Mallorca era Cataluña, principalmente Barcelona, donde existía una notable demanda que no solo se abastecía desde Mallorca, sino desde muchos otros puntos del Mediterráneo. Así quedó consolidada la conocida como ruta africana, la cual unía a las ciudades de Palma de Mallorca, Valencia y Barcelona con Túnez, Argel y Ceuta, intercambiando productos de manufacturación catalana por oro africano, esclavos y ya después lana para su industria textil. El comercio de mano de obra humana entre Mallorca y Cataluña se mantuvo consistente hasta mediados del siglo XV, momento en que cayó en decadencia.
Aunque ya el derecho romano hacía mención al crimen de tratar con personas libres mediante su secuestro y venta como esclavas, no se conocen en Mallorca registros ni procesos o sentencias que durante esa época penalizasen esta actividad, al menos hasta 1653, donde en una carta enviada al rey se hacía mención de que se estaba llevando a cabo una conducta sobre algunas personas cuya crueldad no era propia de los habitantes de esas tierras. Sin embargo, bien es probable que la insularidad de la isla dificultase la comisión de este tipo de delitos. Por tanto, dentro de este escenario, siendo digna la mención de que no toda captura prisionera convierte a la persona en esclava, las islas Baleares, especialmente Mallorca, terminaron por convertirse en uno de los centros de comercio de esclavos más importantes del Mediterráneo, y se estima que también en un importante punto entre la difusión de esclavos desde dicho mar hasta el continente americano durante su colonización. Asimismo cabe destacar que, a pesar de que muchos cautivos eran comprados por gentes de la isla, la mayoría de los que pasaban por Mallorca lo hacían simplemente como escala hacia la península ibérica, Italia o el norte de África, dirigidos por mercaderes tanto cristianos como judíos mallorquines. El uso de esclavos no consistía en una práctica exclusiva de personas particulares, pues los tuvo Jaime II, el cual solía emplearlos para construcciones públicas, como por ejemplo el castillo de Bellver, donde al parecer hubo siete operarios esclavizados que le pertenecían. El clero no quedó atrás en la compra de esclavos para su uso particular, ni el colectivo judío, al que consideran una parte importante dentro del entramado del tráfico de cautivos. No solo el citado castillo fue construido en parte con mano de obra esclava, sino también una de las principales obras que se llevaron a cabo en Mallorca durante el siglo XIV, el palacio de la Almudaina, donde trabajó una importante mano de obra no cualificada, principalmente esclavos propiedad del rey, que era quien más poseía y utilizaba en todo tipo de obras públicas. Como es evidente, una de las construcciones donde también se empleó mano de obra esclava fue en la catedral de Santa María, en la cual había tantos esclavos trabajando que, a modo de permitir que jóvenes extranjeros pudieran obtener trabajo en su construcción para poder instalarse en la isla y así fomentar su repoblación, los juzgados de Mallorca enviaron una carta al rey Juan I solicitándole que limitase el número de esclavos que cada particular podía colocar en las obras a jornal, de modo que otras personas pudiesen ocupar sus puestos. Los esclavos eran obligados a sus labores incluso los días festivos, de modo que la iglesia impuso a los curas el hecho de vigilar a sus parroquianos para evitar que sus siervos trabajasen en dichas fechas, incluyendo una multa de 10 libras mallorquinas para aquellos sacerdotes que no denunciaran esos casos, dando así a entender que incluso los clérigos solían quebrantar las normas, poniendo a sus esclavos a trabajar en aquellos días señalados.
La reconquista generó una fuerte actividad de comercio de esclavos que proporcionaba mano de obra no solo a los nuevos pobladores, sino también a la península y a otros enclaves del Mediterráneo, como Palermo y Montpellier, además de otras ciudades italianas y occitanas, ya que muchos de los prisioneros durante la contienda era vendidos para este menester, aparte de los que quedaban en la isla, cuyo destino eran las labores agrícolas, transporte y carga. Debido a la insularidad de la isla y a ciertas peculiaridades de la conquista, la población musulmana de Mallorca quedó prácticamente reducida a los que quedaron cautivos. Sin embargo, esta situación comenzó a cambiar a partir de 1260, cuando la población autóctona se extinguió, por lo que hubo que recurrir a la exportación desde el reino de Granada y el norte de África, mediante incursiones de piratería en altamar o tierra, cuyas presas se consideraban incluso de mayor valía mediante su posterior rescate. Luego de diez o doce años de trabajo y cautiverio, cuando finalmente alcanzaban la libertad, alrededor de 4500 musulmanes abandonaron la isla entre 1311 y 1330. Asimismo, debido a la importante influencia de esclavos que llegó a generarse, sobre la década de 1370 surgieron problemas y conflictos entre cautivos y personas libres que siglos después terminarían en hostilidades que llevaron a la muerte de muchos esclavos. También es sabido que, en 1374, Pedro IV de Aragón solicitó que se llevase a cabo un censo de los esclavos residentes en Mallorca, y que aquellos que no fuesen estrictamente necesarios para las tareas de cultivo de la tierra, fuesen expulsados de la isla. De una manera u otra, en 1428 se contabilizaron 8082 esclavos en la isla, calculando también esta cifra como el diez por ciento al menos de la población, o incluso más. Aunque al principio la sociedad mallorquina no era considerada esclavista, a finales del siglo XIV no podía vivir sin mano de obra esclava, hecho que tornó a la isla en una gran prisión, donde los cautivos esperaban su liberación, aunque la intención de sus propietarios era principalmente lucrarse, mediante el trabajo o el pago del rescate, más que esclavizar. En 1445, el comercio con la ciudad italiana y costera de Génova se había consolidado de tal forma que Mallorca se convirtió en un gran almacén de productos del comercio genovés, incluyendo esclavos rusos, circasianos, tártaros y sarracenos, los cuales traían a la isla para venderlos en los mercados.

## SiglosXVyXVI

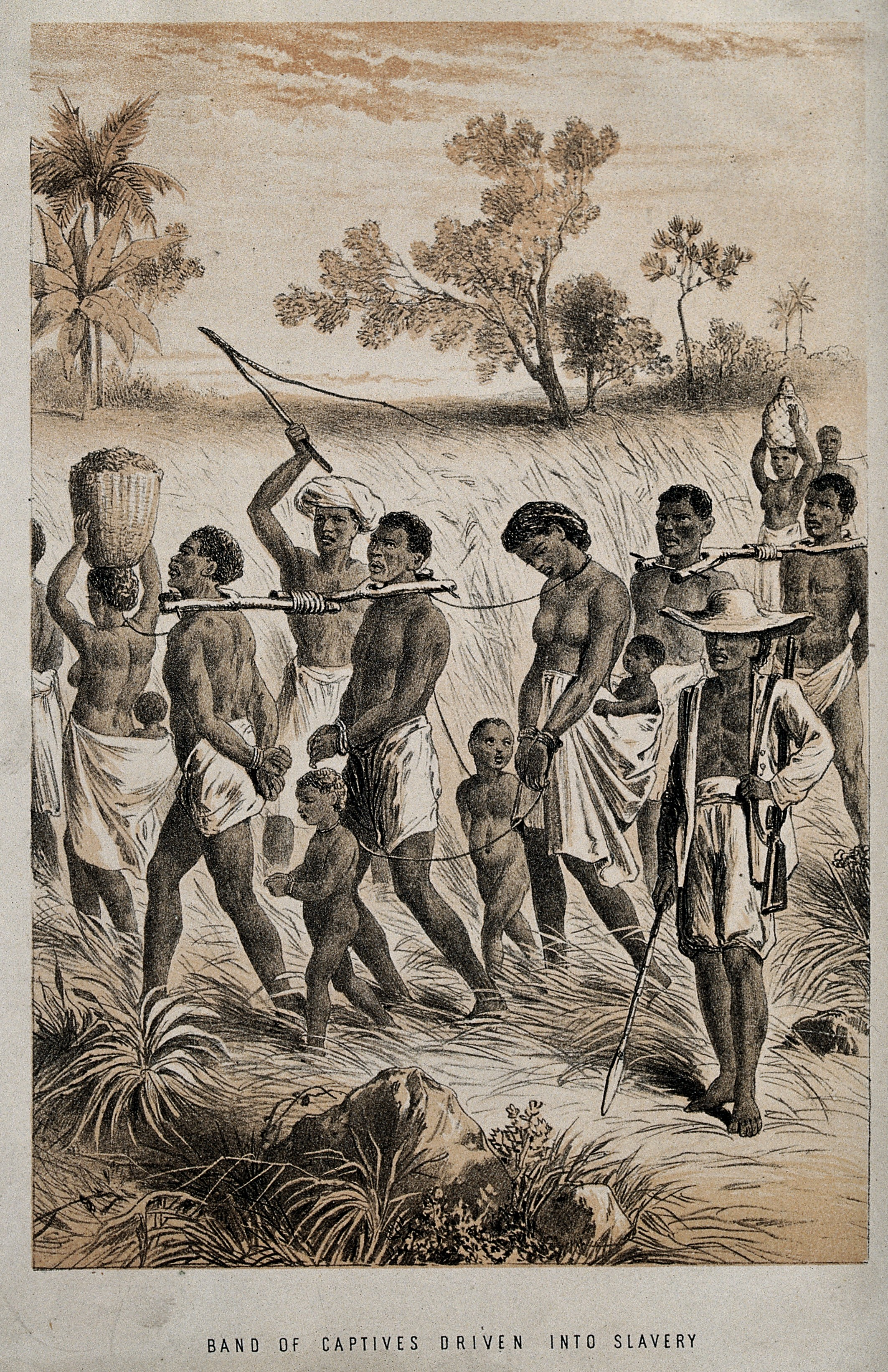
Ilustración de un libro sobre el explorador David Livingstone: grupo de hombres, mujeres y niños capturados para ser vendidos como esclavos en el África Oriental a finales del.

Esta subregión limita al norte con África del Norte, al noreste con el mar Rojo y el golfo de Adén, al este con el océano Índico y al sur con el África austral.
Una vez instalado este sistema de oferta y demanda, los esclavos era adquiridos por nobles, comerciantes y por todo tipo de ciudadanos, cuya intención era asegurarse principalmente una inversión a largo plazo, ya que el gobierno permitía que el esclavo pudiese comprar su libertad mediante el trabajo realizado, y gravar mediante una serie de impuestos la estancia de los que fuesen musulmanes libertos, o el impuesto de salida para los que deseaban abandonar la isla y regresar a sus hogares. Ambos impuestos consistían en importantes ingresos a las arcas reales, por lo que la administración mantenía un riguroso control de entradas y salidas. No obstante, aquellos esclavos libertos que fueran o se hubiesen convertido al cristianismo, quedaban exentos de pago, ya que eran considerados extranjeros residentes que habían quedado en libertad. Las tareas que les eran encomendadas a los esclavos solían ser siempre de esfuerzo físico, pues en contadas ocasiones se les permitía llevar a cabo oficios en los que pudieran desarrollar aprendizaje que pudiera suponer una amenaza para el reino, como, por ejemplo, aprender a construir embarcaciones. De este modo, entre los oficios que les estaban autorizados se contaban el de aprendiz de yesero, calero o tejedor de alfombras. Dado que los cautivos consistían para su propietario en un capital que debían amortizar lo antes posible para sacar mejor provecho, procuraban adquirirlos jóvenes y fuertes, de modo que cuando envejecían solían liberarlos, quedando abandonados a su suerte. De forma jurídica y residencial, además de sexual, la cual estaba especialmente castigada con muerte por cremación, se aplicó la segregación racial a la población musulmana como método de selección de bárbaros esclavizables.
Durante la etapa de colonización y muchos años después la mayoría de los esclavos eran musulmanes, hecho que cambió a partir de 1349, habiendo ya pasado la gran plaga de peste bubónica que azotó a la isla, momento en el que comenzó la importación de mano de obra humana desde varios enclaves mediterráneos, como Rodas, Sicilia o Venecia. A mediados del siglo XV, las nacionalidades de los esclavos, aunque el origen quedaba clasificado no por su lugar de nacimiento, sino por el pueblo de sus ascendientes, se dividía en dos grupos definidos por gentes de Europa oriental: rusos, abjasios, tártaros, circasianos, o aquellos de origen balcánico: búlgaros, y en menor medida griegos, albaneses y serbios. Por último, se encontraban los musulmanes procedentes del norte de África y los negros de Guinea, o de otros lugares, y que eran adquiridos tras haber cruzado el desierto del Sáhara. Después, durante el siglo XV, se consolidó un nuevo e importante punto de compra de esclavos por parte de los mercaderes mallorquines, así como de otras provincias españolas e italianas; las islas Canarias, donde se adquirían para luego distribuirlos en las plazas de las ciudades de destino.
A modo de impedir la huida de los cautivos o la ayuda que pudieran recibir para poder escaparse se instauraron toda una serie de medidas y prohibiciones mediante edictos reales. Principalmente se estableció el toque de queda durante las noches, dejándolos encadenados para que no pudieran marcharse, así como la prohibición de que portasen armas, llevasen a cabo reuniones con otros esclavos y que se acercasen a zonas que propiciasen la huida, como la orilla del mar o el puerto, especialmente Portopí. Sin embargo, en algunos oficios, como el de pastor, arriero o estibador, se encontraban exentos de cumplir la normativa. Por otro lado, se implementaron castigos y multas de todo tipo, como propinarles latigazos, cuya cuantía aumentaba con los días que durase la fuga, y si estos superaban los veinte o treinta días se les cortaba el tendón de Aquiles o se les amputaba un pie. Si la fuga duraba más de un mes se le condenaba a muerte. Las sanciones por favorecer la evasión eran también muy estrictas, pues se contemplaba la horca para quien vendiese una embarcación a fugitivos, y la muerte por descuartizamiento a quien fuese apresado en un barco con esclavos huidos en altamar. Para luchar contra esto, también se implementaron medidas de seguridad que contemplaban el uso de vigilantes, así como el control de aparejos que pudieran usarse para escapar de la isla en una embarcación.
En el siglo XVI, como indican documentos de 1559, los esclavos tenían tres modos de alcanzar la libertad: el primero mediante un documento llamado carta de alforría, por el cual el cautivo pagaba su propia libertad y quedaba libre sin cargos; el segundo, bastante popular durante la casa de Austria, consistía en que el propietario del esclavo le concedía la libertad a través de disposición testamentaria, donde bien podía quedar libre de inmediato o a posteriori, luego de pasar como herencia a los herederos testamentarios; y por último, el cautivo podía quedar libre por expreso deseo de su propietario mientras este se encontrase con vida y sin que el esclavo tuviera que abonar ningún precio para quedar liberado. Sin embargo, incluso una vez libertos, debían trabajar durante un tiempo para permitirse el coste del viaje a casa y el impuesto de derecho de salida, lo que suponía 34 días más de trabajo. Además, los que eran musulmanes debían pagar un impuesto anual por permanecer en la isla, cosa que solo propició que la mayor parte de ellos se convirtiesen al cristianismo para aprovecharse de las ventajas que ello suponía.

## SiglosXVIIyXVIII
Debido a la cantidad de incursiones de piratas berberiscos y a la cercanía de la isla con Argel, desde donde se temía una posible invasión, Felipe IV llegó a comunicar en 1652 al gobernador de Ibiza que se expulsasen a todos los esclavos moros que allí residían mediante su venta en los dos meses siguientes de recibir dicho comunicado.
A pesar de que durante el siglo XVI quedó establecida una importante existencia de esclavos negros, se estima que a partir del siglo XVII comenzó a desaparecer la práctica a causa de las medidas abolicionistas implantadas, y aunque se puede afirmar que la esclavitud en la España peninsular desapareció en 1766 con la compra de la libertad de los esclavos musulmanes de Barcelona, Cádiz y Sevilla, por parte de un sultán marroquí, existe la hipótesis de que la esclavitud se transformó en formas serviles, dando paso a criados con ciertos derechos, que probablemente no se cumplían a rajatabla, y que contaban con gran dependencia de sus señores.
Las primeras décadas del siglo XIX se encuentran nuevamente definidas por la participación catalana en el tráfico de personas esclavas debido a la fuerte demanda y presión de la industria algodonera de esas provincias y como respuesta eficaz a la crisis del tráfico de esclavos tradicional, entramado en el que negociantes isleños implementaron una serie de estrategias adoptadas por varias familias mallorquinas.
En la Edad Moderna había en Mallorca un elevado número de esclavos de tipo rústico, pero al no realizar la mayoría de las tareas de la producción, no se la ha considerado una sociedad esclavista, ya que para poder clasificarla como tal es necesario que esta dependa de la mano de obra esclava para llevar adelante la producción.